# Kerékpározás az 1972. évi nyári olimpiai játékokon
Az 1972. évi nyári olimpiai játékokon a kerékpározás versenyek hét számból álltak.

## Éremtáblázat
A rendező ország csapata eltérő háttérszínnel, az egyes számoszlopok legmagasabb értéke, vagy értékei vastagítással kiemelve.
| Az 1972. évi nyári olimpiai játékok éremtáblázata kerékpározásban | Az 1972. évi nyári olimpiai játékok éremtáblázata kerékpározásban | Az 1972. évi nyári olimpiai játékok éremtáblázata kerékpározásban | Az 1972. évi nyári olimpiai játékok éremtáblázata kerékpározásban | Az 1972. évi nyári olimpiai játékok éremtáblázata kerékpározásban | Olimpia  |
| ----------------------------------------------------------------- | ----------------------------------------------------------------- | ----------------------------------------------------------------- | ----------------------------------------------------------------- | ----------------------------------------------------------------- | -------- |
|                                                                   | Ország                                                            | Arany                                                             | Ezüst                                                             | Bronz                                                             | Összesen |
| 1.                                                                | Szovjetunió (URS)                                                 | 2                                                                 | 0                                                                 | 1                                                                 | 3        |
| 2.                                                                | NSZK (FRG)                                                        | 1                                                                 | 0                                                                 | 1                                                                 | 2        |
| 3.                                                                | Dánia (DEN)                                                       | 1                                                                 | 0                                                                 | 0                                                                 | 1        |
| 3.                                                                | Franciaország (FRA)                                               | 1                                                                 | 0                                                                 | 0                                                                 | 1        |
| 3.                                                                | Hollandia (NED)                                                   | 1                                                                 | 0                                                                 | 0                                                                 | 1        |
| 3.                                                                | Norvégia (NOR)                                                    | 1                                                                 | 0                                                                 | 0                                                                 | 1        |
|                                                                   |                                                                   |                                                                   |                                                                   |                                                                   |          |
| 7.                                                                | Ausztrália (AUS)                                                  | 0                                                                 | 3                                                                 | 0                                                                 | 3        |
| 8.                                                                | NDK (GDR)                                                         | 0                                                                 | 2                                                                 | 1                                                                 | 3        |
| 9.                                                                | Lengyelország (POL)                                               | 0                                                                 | 1                                                                 | 1                                                                 | 2        |
| 10.                                                               | Svájc (SUI)                                                       | 0                                                                 | 1                                                                 | 0                                                                 | 1        |
|                                                                   |                                                                   |                                                                   |                                                                   |                                                                   |          |
| 11.                                                               | Nagy-Britannia (GBR)                                              | 0                                                                 | 0                                                                 | 1                                                                 | 1        |
|                                                                   |                                                                   |                                                                   |                                                                   |                                                                   |          |
| Összesen                                                          | Összesen                                                          | 7                                                                 | 7                                                                 | 5                                                                 | 19       |

## Érmesek

### Országúti számok
| Az 1972. évi nyári olimpiai játékok érmesei országúti kerékpározásban | | |              |
| Versenyszám                                                           | Arany                                                                                                | Ezüst                                                                                                | Bronz        |
| Férfi országúti mezőnyverseny (200 km)                                | Hennie Kuiper · Hollandia (NED) · 4:14:37.0                                                          | Clyde Sefton · Ausztrália (AUS) · 4:14:37.0                                                          | Nem adták ki |
| Országúti csapatverseny (100 km)                                      | Szovjetunió (URS) · Valerij Jardi · Gennagyij Komnatov · Valerij Lihacsov · Borisz Suhov · 2:11:17.8 | Lengyelország (POL) · Ryszard Szurkowski · Edward Barcik · Lucjan Lis · Stanisław Szozda · 2:11:47.5 | Nem adták ki |

### Pályakerékpár
| Az 1972. évi nyári olimpiai játékok érmesei pálya-kerékpározásban | |                                                                                          |                                                                                               |
| Versenyszám                                                       | Arany                                                                                                   | Ezüst                                                                                    | Bronz                                                                                         |
| Repülőverseny (1000 m)                                            | Daniel Morelon · Franciaország (FRA) · 11.25                                                            | John Nicholson · Ausztrália (AUS)                                                        | Omar Phakadze · Szovjetunió (URS)                                                             |
| 1000 m időfutam                                                   | Niels Fredborg · Dánia (DEN) · 1:06.44                                                                  | Daniel Clark · Ausztrália (AUS) · 1:06.87                                                | Jürgen Schütze · NDK (GDR) · 1:07.23                                                          |
| Kétüléses (tandem)                                                | Szovjetunió (URS) · Vlagyimir Szemenec · Igor Celovalnyikov                                             | NDK (GDR) · Hans-Jürgen Geschke · Werner Otto                                            | Lengyelország (POL) · Andrzej Bek · Benedykt Kocot                                            |
| 4000 m egyéni üldözőverseny                                       | Knut Knudsen · Norvégia (NOR) · 4:45.74                                                                 | Xaver Kurmann · Svájc (SUI) · 4:51.96                                                    | Hans Lutz · NSZK (FRG) · 4:50.80                                                              |
| Férfi 4000 méter csapat üldözőverseny                             | NSZK (FRG) · Günther Schumacher · Jürgen Colombo · Günter Haritz · Udo Hempel · Peter Vonhof* · 4:22.14 | NDK (GDR) · Uwe Unterwalder · Thomas Huschke · Heinz Richter · Herbert Richter · 4:25.25 | Nagy-Britannia (GBR) · William Moore · Michael Bennett · Ian Hallam · Ronald Keeble · 4:23.78 |

* - a versenyző a döntőben nem vett részt